# 52. Drużynowe Mistrzostwa Europy w Brydżu Sportowym
52. Drużynowe Mistrzostwa Europy w Brydżu Sportowym – drużynowe mistrzostwa Europy w brydżu sportowym, które odbyły się w dniach 21 czerwca – 1 lipca 2014 w Abacji (Chorwacja). Zwycięzcami zawodów zostały drużyny: Izraela (konkurencja otwarta), Holandii (konkurencja kobiet) oraz Anglii (konkurencja seniorów).

## Poprzednie DME w brydżu sportowym
Poprzednie mistrzostwa odbyły się w dniach 12–23 czerwca 2012 w Dublinie (Irlandia).
Poniższa tabela pokazuje po 6 pierwszych drużyn w każdej kategorii, które zapewniły sobie udział w Mistrzostwach Świata w roku 2013.
| Klasyfikacja końcowa czołowych drużyn. | Klasyfikacja końcowa czołowych drużyn. | Klasyfikacja końcowa czołowych drużyn. | Klasyfikacja końcowa czołowych drużyn. | Klasyfikacja końcowa czołowych drużyn. | Klasyfikacja końcowa czołowych drużyn. | Klasyfikacja końcowa czołowych drużyn. |
| -------------------------------------- | -------------------------------------- | -------------------------------------- | -------------------------------------- | -------------------------------------- | -------------------------------------- | -------------------------------------- |
| M                                      | Otwarta                                | Otwarta                                | Kobiety                                | Kobiety                                | Seniorzy                               | Seniorzy                               |
| 1                                      | Monako                                 | Monako                                 | Anglia                                 | Anglia                                 | Francja                                | Francja                                |
| 2                                      | Holandia                               | Holandia                               | Francja                                | Francja                                | Polska                                 | Polska                                 |
| 3                                      | Włochy                                 | Włochy                                 | Turcja                                 | Turcja                                 | Szkocja                                | Szkocja                                |
| 4                                      | Anglia                                 | Anglia                                 | Holandia                               | Holandia                               | Dania                                  | Dania                                  |
| 5                                      | Polska                                 | Polska                                 | Polska                                 | Polska                                 | Niemcy                                 | Niemcy                                 |
| 6                                      | Niemcy                                 | Niemcy                                 | Izrael                                 | Izrael                                 | Belgia                                 | Belgia                                 |

## Formuła zawodów
Przepisy i reguły obowiązujące na 52. DME zostały określone w osobnym dokumencie.

### Sposób rozgrywania
1. Każdy kraj (należący do EBL) mógł zarejestrować jedną drużynę w każdej z 3 kategorii (Otwarta, Kobiety, Seniorzy).
2. W kategorii Seniorów mogli startować zawodnicy, którzy urodzili się w roku 1954 lub wcześniej.
3. W kategorii Otwartej początkowo drużyny grały w dwóch oddzielnych grupach (A i B) systemem każdy z każdym. Przydział do grup nastąpił na podstawie uzyskanych rezultatów w 3 ostatnich ME (Pau 2008, Ostenda 2010 i Dublin 2012). 9 najlepszych zespołów każdej grupy awansowało do grupy finałowej. W grupie finałowej automatycznie były zaliczone wyniki z grup A oraz B i rozgrywane były mecze tylko z drużynami drugiej grupy.
4. Kobiety rozgrywały zawody metodą każdy z każdym.
5. Seniorzy w pierwszej części rywalizowali w turnieju szwajcarskim na dystansie 12 rund. Następnie finale A uczestniczyło 10 zespołów, które wstępnie uzyskały VP proporcjonalnie do zajętego miejsca w turnieju (20.25 za 1. miejsce i dalej 18.00, 15.75, 13.50, 11.25, 9.00, 4.50, 2.25 i 0 VP). W finale B uczestniczyły pozostałe zespoły grając kolejny turniej systemem szwajcarskim.
6. Rozgrywane były mecze 16-to rozdaniowe. Wynik w IMP był przeliczany na VP w skali 0..20[2].
7. Drużyna bez pary w danej sesji uzyskiwała 12 VP bez gry

### Stroje
1. Zarówno gracze jak i niegrający kapitanowie i trenerzy muszą mieć jednakowe stroje na ceremonię otwarcia i zamknięcia.
2. Zawodnicy w czasie gry muszą mieć jednakowe stroje zawierające logo kraju.

### Przywileje zwycięzców
1. Zwycięzcy grupy finałowej w kategorii otwartej oraz grup kobiet i seniorów uzyskują tytuł Mistrza Europy;
2. Zdobywcy miejsc od 1 do 3 otrzymują medale: złote, srebrne i brązowe ME;
3. 6 pierwszych zespołów każdej kategorii uzyskuje prawo gry w Mistrzostwach Świata (Bermuda Bowl, Venice Cup oraz Seniors Bowl) w roku 2015;
4. 10 pierwszych zespołów otrzymuje prawo startu w Pucharze Europy;
5. Zajęte miejsca drużyn dają zawodnikom w nich startującym punkty dla rankingów i tytułów EBL;
6. Zajęte miejsca drużyn polskich dają występującym w nich zawodnikom punkty dla polskich tytułów klasyfikacyjnych[6].

### Transmisje z zawodów
Strona zawodów pokazywała wyniki meczów zarówno po ich zakończeniu jak i bieżące rezultaty w czasie trwania rundy.
W serwisie BBO były przeprowadzane transmisje z 5 meczów (10 stołów) każdej sesji. Z części meczów przeprowadzane były transmisje głosowe. Wykaz transmitowanych meczów każdego dnia znajdował się biuletynie zawodów.
Na żywo był przekaz telewizyjny (obraz i dźwięk) z 8 stołów.
Mecze (i transmisje) rozpoczynały się (od 22 czerwca 2014) o godzinach 10:30:00, 14:30 i 17:20 (czasu polskiego).

## Uczestnicy zawodów
Do udziału w zawodach zostały zgłoszone:
- 36 drużyn w kategorii OPEN,
- 23 drużyny w kategorii KOBIETY, oraz
- 26 drużyn w kategorii SENIORZY.

### Uczestnicy ME z Polski
W zawodach uczestniczyły drużyny z Polski we wszystkich kategoriach.
Konkurencja Open:
- Cezary Balicki - Adam Żmudziński, Krzysztof Jassem - Marcin Mazurkiewicz, Jacek Kalita - Michał Nowosadzki. Niegrającym kapitanem był Piotr Walczak a opiekunem Marek Wójcicki.

Konkurencja Kobiet:
- Cathy Bałdysz - Anna Sarniak, Katarzyna Dufrat - Justyna Żmuda, Danuta Kazmucha - Ewa Miszewska. Niegrającym kapitanem był Mirosław Cichocki a opiekunem Marek Małysa.

Konkurencja Seniorów:
- Julian Klukowski - Jerzy Russyan, Apolinary Kowalski - Jacek Romański, Krzysztof Lasocki - Wiktor Markowicz. Niegrającym kapitanem był Włodzimierz Wala a opiekunem Marian Wierszycki.

## Podsumowanie wyników zawodów

### Wyniki polskich drużyn
Poniższa tabela pokazuje wyniki polskich drużyn w poszczególnych sesjach.
Pokazuje ona również, kiedy rozgrywane były poszczególne sesje. Grupa A (nie pokazana w poniższej tabeli) grała w tych samych terminach co grupa B.
| Wyniki polskich drużyn | Wyniki polskich drużyn | Wyniki polskich drużyn | Wyniki polskich drużyn | Wyniki polskich drużyn | Wyniki polskich drużyn | Wyniki polskich drużyn | Wyniki polskich drużyn | Wyniki polskich drużyn | Wyniki polskich drużyn | Wyniki polskich drużyn | Wyniki polskich drużyn | Wyniki polskich drużyn | Wyniki polskich drużyn | Wyniki polskich drużyn | Wyniki polskich drużyn | Wyniki polskich drużyn | Wyniki polskich drużyn | Wyniki polskich drużyn | Wyniki polskich drużyn |  |
| Data                   | Godzina (CET)          | Otwarta                | Otwarta                | Otwarta                | Otwarta                | Otwarta                | Otwarta                | Kobiety                | Kobiety                | Kobiety                | Kobiety                | Kobiety                | Kobiety                | Seniorzy               | Seniorzy               | Seniorzy               | Seniorzy               | Seniorzy               | Seniorzy               |  |
| Data                   | Godzina (CET)          | S                      | Kraj                   | F                      | Wyn                    | Σ                      | M                      | S                      | Kraj                   | F                      | Wyn                    | Σ                      | M                      | S                      | Kraj                   | F                      | Wyn                    | Σ                      | M                      |  |
| ---------------------- | ---------------------- | ---------------------- | ---------------------- | ---------------------- | ---------------------- | ---------------------- | ---------------------- | ---------------------- | ---------------------- | ---------------------- | ---------------------- | ---------------------- | ---------------------- | ---------------------- | ---------------------- | ---------------------- | ---------------------- | ---------------------- | ---------------------- |  |
| 22.06, nie             | 10:30                  |                        |                        |                        |                        |                        |                        |                        |                        |                        |                        |                        |                        | S1                     | Norwegia               | Norwegia               | 3,74:16,26             | 3,74                   | 22                     |  |
| 22.06, nie             | 14:30                  | B1                     | Dania                  | Dania                  | 18,87:1,13             | 18,87                  | 2                      | K1                     | Niemcy                 | Niemcy                 | 12,55:7,45             | 12,55                  | 9                      | S2                     | Chorwacja              | Chorwacja              | 15,56:4,44             | 15,56                  | 14                     |  |
| 22.06, nie             | 17:20                  | B2                     | Holandia               | Holandia               | 15,74:4,26             | 34,61                  | 1                      | K2                     | Izrael                 | Izrael                 | 9,39:10,61             | 21,94                  | 11                     | S3                     | Holandia               | Holandia               | 18,55:1,45             | 37,85                  | 6                      |  |
| 23.06 pon              | 10:30                  | B3                     | Izrael                 | Izrael                 | 5,82:14,18             | 40,43                  | 5                      | K3                     | Rumunia                | Rumunia                | 12:80:720              | 34:74                  | 9                      | S4                     | Estonia                | Estonia                | 19,77:0.23             | 57,62                  | 3                      |  |
| 23.06 pon              | 14:30                  | B4                     | Wyspy Owcze            | Wyspy Owcze            | 6,96:13,04             | 47,39                  | 6                      | K4                     | Holandia               | Holandia               | 0,57:19,43             | 35,31                  | 13                     | S5                     | Anglia                 | Anglia                 | 16,42:3,58             | 74,04                  | 2                      |  |
| 23.06 pon              | 17:20                  | B5                     | Bośnia i Hercegowina   | Bośnia i Hercegowina   | 16,09:3,91             | 63,48                  | 4                      | K5                     | Grecja                 | Grecja                 | 5,20:14,80             | 40,51                  | 16                     | S6                     | Węgry                  | Węgry                  | 16,42:3,58             | 90,46                  | 1                      |  |
| 24.06 wto              | 10:30                  | B6                     | Szwajcaria             | Szwajcaria             | 15,38:4,62             | 78,86                  | 2                      | K6                     | Hiszpania              | Hiszpania              | 14,80:5,20             | 55,31                  | 13                     | S7                     | Austria                | Austria                | 12,03:7,97             | 102,49                 | 1                      |  |
| 24.06 wto              | 14:30                  | B7                     | Turcja                 | Turcja                 | 8,80:11,20             | 87,66                  | 2                      | K7                     | Włochy                 | Włochy                 | 11,20:8,80             | 66,51                  | 14                     | S8                     | Szwecja                | Szwecja                | 17,17:2,83             | 119,66                 | 1                      |  |
| 24.06 wto              | 17:20                  | B8                     | Walia                  | Walia                  | 4,81:15,19             | 92,47                  | 5                      | K8                     | Norwegia               | Norwegia               | 14,60:5,40             | 77,88                  | 13                     | S9                     | Bułgaria               | Bułgaria               | 15,92:4,08             | 135,58                 | 1                      |  |
| 25.06 śro              | 10:30                  | B9                     | Rumunia                | Rumunia                | 6,96:13,04             | 99,43                  | 6                      | K9                     | Liban                  | Liban                  | 19,85:0,15             | 97,73                  | 9                      | S10                    | Irlandia               | Irlandia               | 3,27:16,73             | 138,85                 | 1                      |  |
| 25.06 śro              | 14:30                  | B10                    | Serbia                 | Serbia                 | 3,74:16,26             | 103,17                 | 10                     | K10                    | Estonia                | Estonia                | 2,28:17,72             | 100,01                 | 13                     | S11                    | Dania                  | Dania                  | 9,39:10,61             | 148,39                 | 1                      |  |
| 25.06 śro              | 17:20                  | B11                    | Włochy                 | Włochy                 | 20,00:0,00             | 123,17                 | 7                      | K11                    | Francja                | Francja                | 14,60:5,40             | 114,61                 | 11                     | S12                    | Belgia                 | Belgia                 | 2,97:17,03             | 154,37                 | 2                      |  |
|                        |                        |                        |                        |                        |                        |                        |                        |                        |                        |                        |                        |                        |                        |                        |                        |                        |                        |                        |                        |  |
| 26.06 czw              | 10:30                  |                        |                        |                        |                        |                        |                        |                        |                        |                        |                        |                        |                        | FS1                    | Norwegia               | Norwegia               | 15,56:4,44             | 33,56                  | 1                      |  |
| 26.06 czw              | 14:30                  |                        |                        |                        |                        |                        |                        |                        |                        |                        |                        |                        |                        | FS2                    | Anglia                 | Anglia                 | 9,00:10,91             | 42,65                  | 1                      |  |
| 26.06 czw              | 17:20                  |                        |                        |                        |                        |                        |                        |                        |                        |                        |                        |                        |                        | FS3                    | Belgia                 | Belgia                 | 4,62:15,38             | 47,27                  | 1                      |  |
| 27.06 pią              | 10:30                  | B12                    | Belgia                 | Belgia                 | 9.09:10,91             | 132,26                 | 8                      | K12                    | Szkocja                | Szkocja                | 7,71:12,29             | 122,32                 | 11                     | FS4                    | Bułgaria               | Bułgaria               | 3,58:16,42             | 52,95                  | 5                      |  |
| 27.06 pią              | 14:30                  | B13                    | Bułgaria               | Bułgaria               | 3,27:16,73             | 135,53                 | 9                      | K13                    | Szwecja                | Szwecja                | 13,03:6,96             | 135,36                 | 10                     | FS5                    | Szwecja                | Szwecja                | 15,38:4,62             | 68,33                  | 3                      |  |
| 27.06 pią              | 17:20                  | B14                    | Anglia                 | Anglia                 | 13,04:6,96             | 148,57                 | 9                      | K14                    | Rosja                  | Rosja                  | 9,39:10,61             | 144,75                 | 11                     | FS6                    | Austria                | Austria                | 7,20:12,80             | 75,53                  | 6                      |  |
| 28.06 sob              | 10:00                  | B15                    | Litwa                  | Litwa                  | 17.72:2,28             | 166,29                 | 8                      | K15                    | Turcja                 | Turcja                 | 11,76:8,24             | 156,51                 | 9                      | FS7                    | Węgry                  | Węgry                  | 5,82:14,18             | 81,35                  | 6                      |  |
| 28.06 sob              | 13:30                  | B16                    | Węgry                  | Węgry                  | 20,00:0,00             | 189.75                 | 5                      | K16                    | bez pary               |                        | 12,00                  | 168,51                 | 9                      | FS8                    | Irlandia               | Irlandia               | 19,43:0,57             | 100,78                 | 4                      |  |
| 28.06 sob              | 16:15                  | B17                    | Łotwa                  | Łotwa                  | 12,80:7,20             | 202,55                 | 4                      |                        |                        |                        |                        |                        |                        | FS9                    | Dania                  | Dania                  | 13.97:6.03             | 114,75                 | 3                      |  |
|                        |                        |                        |                        |                        |                        |                        |                        |                        |                        |                        |                        |                        |                        |                        |                        |                        |                        |                        |                        |  |
| 29.06 nie              | 12:30                  | FO1                    | Francja                | Francja                | 18,87:1,13             | 111,37                 | 6                      | K17                    | Bułgaria               | Bułgaria               | 17,03:2,97             | 185,54                 | 8                      |                        |                        |                        |                        |                        |                        |  |
| 29.06 nie              | 15:20                  | FO2                    | Szwecja                | Szwecja                | 6,03:13,97             | 117,40                 | 6                      | K18                    | Chorwacja              | Chorwacja              | 14,39:5,61             | 199,93                 | 8                      |                        |                        |                        |                        |                        |                        |  |
| 29.06 nie              | 18:10                  | FO3                    | Niemcy                 | Niemcy                 | 6,96:13,04             | 124,36                 | 8                      |                        |                        |                        |                        |                        |                        |                        |                        |                        |                        |                        |                        |  |
| 30.06 pon              | 10:30                  | FO4                    | Chorwacja              | Chorwacja              | 15,56:4,44             | 139,92                 | 7                      | K19                    | Serbia                 | Serbia                 | 16,09:3,91             | 216,02                 | 7                      |                        |                        |                        |                        |                        |                        |  |
| 30.06 pon              | 14:30                  | FO5                    | Norwegia               | Norwegia               | 18,44:1,56             | 158,36                 | 5                      | K20                    | Anglia                 | Anglia                 | 13,75:6,25             | 229.77                 | 5                      |                        |                        |                        |                        |                        |                        |  |
| 30.06 pon              | 17:20                  | FO6                    | Rosja                  | Rosja                  | 7,20:12,80             | 165,56                 | 5                      | K21                    | Irlandia               | Irlandia               | 19,69:0,31             | 249,46                 | 5                      |                        |                        |                        |                        |                        |                        |  |
| 1.07 wto               | 10:30                  | FO7                    | Irlandia               | Irlandia               | 10,61:9,39             | 183,77                 | 5                      | K22                    | Austria                | Austria                | 16,26:3,74             | 265,72                 | 5                      |                        |                        |                        |                        |                        |                        |  |
| 1.07 wto               | 14:30                  | FO8                    | Monako                 | Monako                 | 10,61:9,39             | 194,38                 | 5                      | K23                    | Dania                  | Dania                  | 6,48:13,52             | 272,20                 | 5                      |                        |                        |                        |                        |                        |                        |  |
| 1.07 wto               | 17:20                  | FO9                    | Estonia                | Estonia                | 6,25:13,75             | 200,63                 | 4                      |                        |                        |                        |                        |                        |                        |                        |                        |                        |                        |                        |                        |  |

### Wyniki czołowych drużyn
Poniższa tabela pokazuje po drużyny które zdobyły medale w każdej kategorii, oraz te które zapewniły sobie udział w Mistrzostwach Świata w roku 2015.
| Klasyfikacja końcowa czołowych drużyn. | Klasyfikacja końcowa czołowych drużyn.                                                                         | Klasyfikacja końcowa czołowych drużyn.                                                                                      | Klasyfikacja końcowa czołowych drużyn.                                                                            |
| -------------------------------------- | --- | --- | --- |
| M                                      | Otwarta | Kobiety | Seniorzy |
| 1                                      | Izrael Allon Birman, Lotan Fiszer, Ilan Herbst, Ofir Herbst, Deror Padon, Ron Schwartz                         | Holandia Carla Arnolds, Marion Michielsen, Jet Pasman, Anneke Simons, Wietske van Zwol, Meike Wortel                        | Anglia Paul Hackett, Gunnar Hallberg, John Holland, David Mossop, David Price, Colin Simpson                      |
| 2                                      | Monako Fulvio Fantoni, Geir Helgemo, Tor Helness, Franck Multon, Claudio Nunes, Pierre Zimmermann              | Anglia Sally Brock, Fiona Brown, Heather Dhondy, Catherine Draper, Nevena Senior, Nicola Smith                              | Szwecja Sven-Ake Bjerregard, Andreas Konyves, Anders Morath, Borje Rudenstahl, Goran Sellden, Bjorn Wenneberg     |
| 3                                      | Anglia David Bakhshi, Tony Forrester, David Gold, Jason Hackett, Justin Hackett, Andrew Robson                 | Francja Debora Campagnano, Bénédicte Cronier, Elisabeth Hugon, Vanessa Reess, Sylvie Willard, Joanna Zochowska              | Polska Julian Klukowski, Apolinary Kowalski, Krzysztof Lasocki, Jerzy Russyan, Jacek Romański, Wiktor Markowicz   |
| 4                                      | Polska Cezary Balicki, Krzysztof Jassem, Jacek Kalita, Marcin Mazurkiewicz, Michał Nowosadzki, Adam Żmudziński | Włochy Margherita Chavarria, Caterina Ferlazzo, Gabriella Manara, Simonetta Paoluzi, Francesca Piscitelli, Ilaria Saccavini | Austria Johannes Bamberger, Heinrich Berger, Jorg Eichholzer, Hans-Richard Grumm, Hubert Obermair, Franz Terraneo |
| 5                                      | Bułgaria Rosen Gunew, Kalin Karaiwanow, Georgi Mihailov, Władimir Michow, Iwan Nanew, Julijan Stefanow         | Polska Cathy Bałdysz, Katarzyna Dufrat, Danuta Kazmucha, Ewa Miszewska, Anna Sarniak, Justyna Żmuda                         | Norwegia Rune Brenderford Anderssen, Tor Bakke, Arve Farstad, Helge Maesel, Roald Maesel, Peter Marstrander       |
| 6                                      | Niemcy Sabine Auken, Jörg Fritsche, Josef Piekarek, Roland Rohowsky, Alexander Smirnov, Roy Welland            | Dania Nadia Bekkouche, Lone Bilde, Christina Lund Madsen, Helle Rasmussen, Dorthe Schaltz                                   | Bułgaria Anton Antonov, Stoju Darakcziew, Georgi Gergov, Christo Christow, Radi Radev, Toni Rusew                 |

- Tylko zespoły Anglii stanęły na podium we wszystkich konkurencjach DME. Seniorzy z Anglii zdobyli medal złoty, kobiety srebrny a w konkurencji otwartej Anglia zdobyła brązowy medal.
- Tylko Anglia i Polska będą miały przedstawicieli we wszystkich kategoriach na kolejnych Drużynowych Mistrzostwach Świata w Brydżu Sportowym, które odbędą się w roku 2015 w Indiach. Bułgaria zagwarantowała udział 2 zespołów w DMŚ (w kategorii otwartej i seniorzy).